# Grito de Dolores

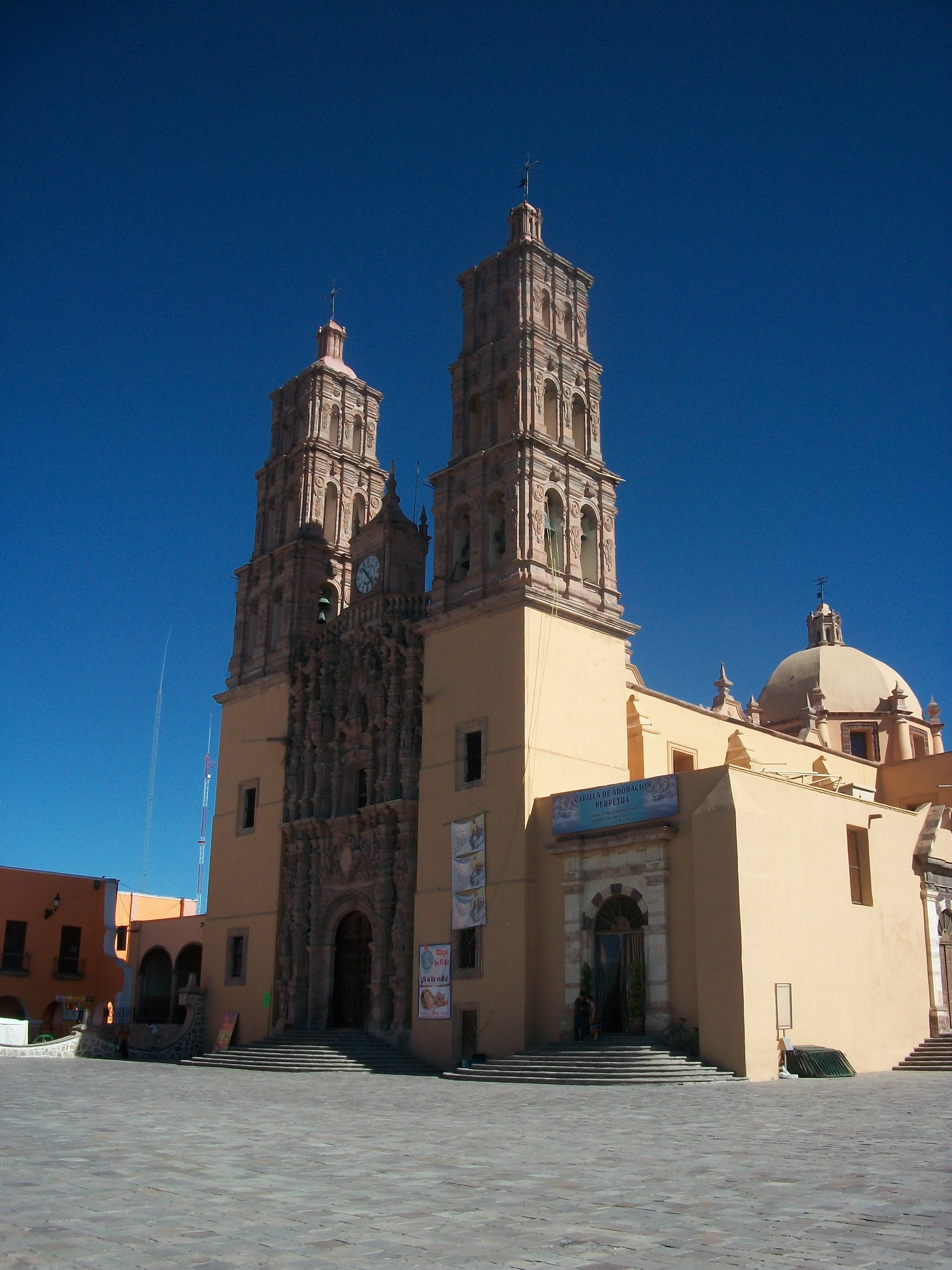
Frontispici i atri de la parròquia de Dolores, on segons la tradició Miguel Hidalgo va reunir als pobladors el 15 de setembre de 1810.

El Grito de Dolores (en català, Crit de Dolores) és considerat l'acte amb què va començar la guerra d'Independència de Mèxic. Segons la tradició, va consistir en la crida que el capellà Miguel Hidalgo y Costilla, en companyia d'Ignacio Allende i Juan Aldama, va fer als seus feligresos amb la finalitat que s'aixequessin en armes contra la Nova Espanya al matí del 16 de setembre de 1810, per a això tocà una de la campanes de la parròquia de Dolores, avui municipi de Dolores Hidalgo, estat de Guanajuato. Actualment és festa nacional a Mèxic.

## Història
No existeix cap document de participants o testimonis directes a les primeres hores del moviment independentista; l'única cosa segur és que el matí del 16 de setembre de 1810 Miguel Hidalgo va convocar d'alguna manera als habitants de Dolores i zones limítrofes, als qui va dirigir una arenga perquè se sumessin a la rebel·lió, i van formar el primer contingent que es va alçar contra les forces virregnals. Excepte aquests fets, cap dels detalls que es coneixen consten en documents històrics de primera mà, cosa que fa que siguin susceptibles de que es posin en dubte. Segons la tradició, la nit del dissabte 15 al diumenge 16 de setembre de 1810, avisats de que la conspiració de Querétaro havia estat descoberta, Hidalgo i els altres líders de la conjura van decidir iniciar l'aixecament contra les autoritats de Nova Espanya. Es van dirigir a la parròquia, on es va tocar la campana situada a la torre oriental que es troba en la part interior de la torre. La majoria dels habitants del poble, estava a les rodalies perquè era la festa patronal de la Verge dels Dolors, pensant que es tractava d'una emergència, van despertar-se i es van reunir a l'atri. Una vegada aquí, Hidalgo els va dirigir una arenga en la qual els va convocar a alçar-se en armes contra les autoritats espanyoles, atès que havien abdicat a favor dels francesos. Mai es van saber les paraules exactes que va pronunciar. Les versions probables i més antigues són:
| « | Manuel Abad y Queipo (1810): "¡Viva nuestra madre santísima de Guadalupe!, ¡viva Fernando VII y muera el mal gobierno!" Diego de Bringas (1810): "¡Viva la América!, ¡viva Fernando VII!, ¡viva la religión y mueran los gachupines!" Anónimo (1810) recopilado por Ernesto Lemoine Villicaña: "Viva la religión católica!, ¡viva Fernando VII!, ¡viva la patria y reine por siempre en este continente americano nuestra sagrada patrona la santísima Virgen de Guadalupe!, ¡muera el mal gobierno!" | Juan Aldama (1811): " ¡viva América!, ¡viva la religión y muera el mal gobierno!" Servando Teresa de Mier (1813): "¡Viva Fernando VII y la Virgen de Guadalupe!" Lucas Alamán (1840): "¡Viva la religión!, ¡viva nuestra madre santísima de Guadalupe!, ¡viva Fernando VII!, ¡viva la América y muera el mal gobierno!" A lo que el pueblo respondió: "¡Viva la Virgen de Guadalupe y mueran los gachupines!" | » |

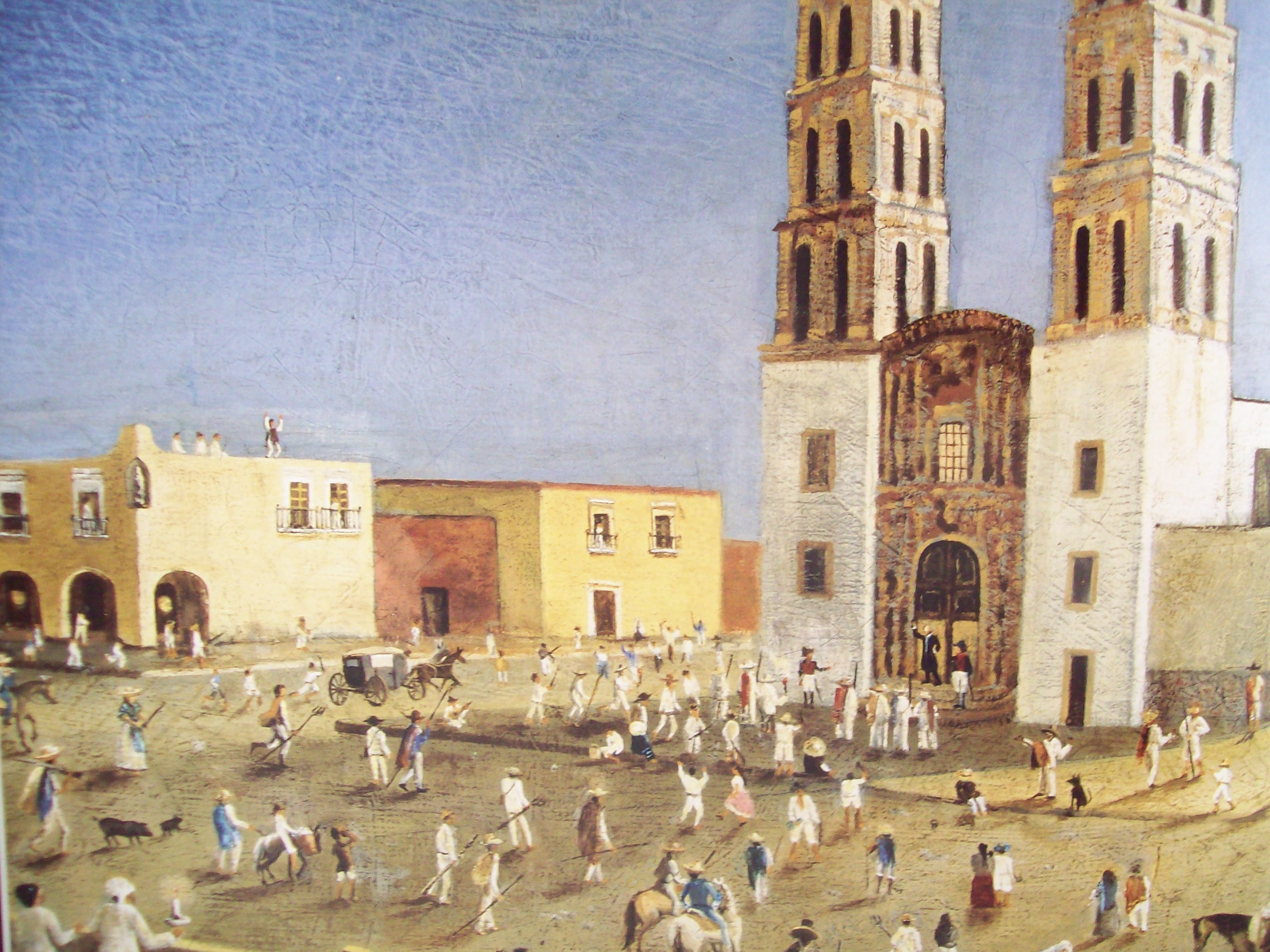
Plaza de Dolores, oli sobre tela del, J.J. del Moral

Es considera que aquest acte constitueix l'inici formal de la Guerra d'Independència mexicana. Encara que hi ha consens entre els historiadors a acceptar que Hidalgo efectivament va convocar als habitants de Dolores, no hi ha cap evidència del lloc exacte en el qual es va donar l'arenga ni les paraules que la van constituir, així com tampoc consta que el capellà toqués una campana. Així, per exemple, alguns autors afirmen que Hidalgo no va donar el Crit davant de la porta principal de la parròquia de Dolores, sinó des d'un de les balconades de casa seva que estava situada a dos carrers al sud, sense adonar-se de que aquesta edificació no té ni va tenir mai balconades perquè només té una planta.
Així mateix el contingut de l'arenga és dubtós. El text ha estat alterat amb posterioritat servint als interessos del govern respectiu, amb addicions com a "Viva l'Amèrica espanyola" (un reclam posterior), "Morin els gachupines" (una expressió de rivalitat que només apareixeria més tard per part de Miguel Hidalgo) o "Viva Mèxic". Al no existir una relació literal del Crit, tot el que es coneix són testimonis de segona o tercera mà. Així, per exemple, l'ofici publicat per Manuel Abad i Queipo, bisbe electe de Valladolid de Michoacán a la Gazeta Extraordinària del Govern de Mèxic, del divendres 28 de setembre de 1810 (document visible a la pàgina web de l'Arxiu General de la Nació en la secció relativa al Bicentenari de Mèxic), en el foli 809 d'aquest, es llegeix textualment el següent: "...I insultant á la religió i á el nostre sobirà D. Fernando VII, va pintar en el seu estendard la imatge de la nostra patrona la nostra Senyora de Guadalupe, i li va posar la inscripció següent: Visca nostra Mare Santíssima de Guadalupe. Viva Fernando VII. Visqui l'Amèrica. I mori el mal govern...".
El que s'ha confirmat és que l'arenga no es va donar durant la nit del 15 de setembre ni durant la matinada, sinó al voltant de les vuit del matí del dia 16, i que els pobladors de Dolores no van acudir-hi de forma immediata, almenys no amb la rapidesa que atribueix la tradició. En 1910, l'historiador queretà Valentín F. Fredes va proposar que, atès que la majoria dels integrants del primer exèrcit independentista eren pobladors rurals de comunitats distants, era poc creïble que el capellà aconseguís reunir una munió immediatament després de tocar la campana, per la qual cosa segurament els qui van respondre van arribar a l'atri en el curs del dia. De qualsevol forma, amb crit o sense ell, el diumenge 16 de setembre s'havia de tocar la campana per cridar a missa.

## Festa cívica
La primera vegada que es va commemorar el 16 de setembre va ser en un edifici conegut com El Chapitel, en Huichapan, Hidalgo, el 16 de setembre de 1812, pel general Ignacio López Raió. Els festejos van iniciar-se a l'alba amb una descàrrega d'artilleria i una volta general de xolles. Després, López Raió va assistir a una missa amb el seu escorta i una companyia de granaders. Després hi va haver una "serenata, en la que competien entre sí dues músiques, (que) van exercir diverses peces selectes amb gust de S.I. i satisfacció de tot el públic”.
Més tard José María Morelos, en un dels vint-i-tres punts que conformen els seus Sentiments de la Nació, va proposar al Congrés de Chilpancingo que a la Constitució en la qual s'estava treballant "igualment es solemnitzi el dia 16 de setembre tots els anys, com el dia aniversari en què es va aixecar la veu de la Independència i va començar la nostra santa Llibertat, doncs en aquest dia va ser quan es van desplegar els llavis de la Nació per reclamar els seus drets amb espasa en mà per ser sentida; recordant sempre el mèrit del gran heroi, el senyor Dn. Miguel Hidalgo i el seu company Don Ignacio Allende". Finalment, es va declarar el 16 de setembre com a dia de festa nacional a la Constitució d'Apatzingán; mesura que va ser ratificada pels congressos constituents de 1822 i 1824.
Al 1825 va ser la primera ocasió en què el 16 de setembre va prendre forma de festa nacional. Les autoritats de la Ciutat de Mèxic van publicar un bàndol en el qual es va demanar als ciutadans que il·luminessin les seves cases, finestres i balconades. El president de la República, Guadalupe Victoria, va rebre felicitacions de diplomàtics i corporacions eclesiàstiques i civils. A continuació es va efectuar una desfilada que va arribar a Palau Nacional. A la tarda es va realitzar un passeig a l'Alameda i balls de corda, en els quals van participar músics militars. A la nit va haver-hi focs artificials.
Els primers crits tenien un caràcter a un temps cívic i religiós, ja que participaven tant les autoritats polítiques com les eclesiàstiques. L'escriptor Luis González Obregón assenyala que "els dies 17 (de setembre) era costum celebrar a la nostra gran Basílica una missa de gràcies pels herois morts. La festa del 16 va prendre un caràcter enterament laic a partir de 1857”. La celebració es va suspendre en 1847, durant la Intervenció nord-americana a Mèxic, encara que "en moltes poblacions de la República el Crit va ser commemorat dignament”,. Durant la Segona Intervenció Francesa a Mèxic, Maximiliano d'Habsburg va oficialitzar la celebració. En 1864 es va traslladar a Dolores, on va donar el Crit des de la finestra de la casa d'Hidalgo.
Encara que hi la versió popular que Porfirio Díaz va decretar avançar el crit un dia perquè coincidís amb el seu onomàstic, la primera vegada que es va commemorar el 15 de setembre va ser en 1824, quan es va fer una serenata davant el Palau Nacional i una vetllada a la Universitat. Segons el Primer calendari liberal, arreglat al meridià polític de la Federació l'any 1852, les cerimònies del dia 15 van seguir celebrant-se, doncs aquest any va haver-hi repics, funció patriòtica de teatre i salves d'artilleria. Fins i tot el propi Benito Juárez, en plena fugida durant la intervenció francesa, va donar un emotiu crit la nit del 15 de setembre a la hisenda de Sant Joan de la Sínia Pedriceña, a Durango.

## L'actualitat (segle XX a aquesta data)

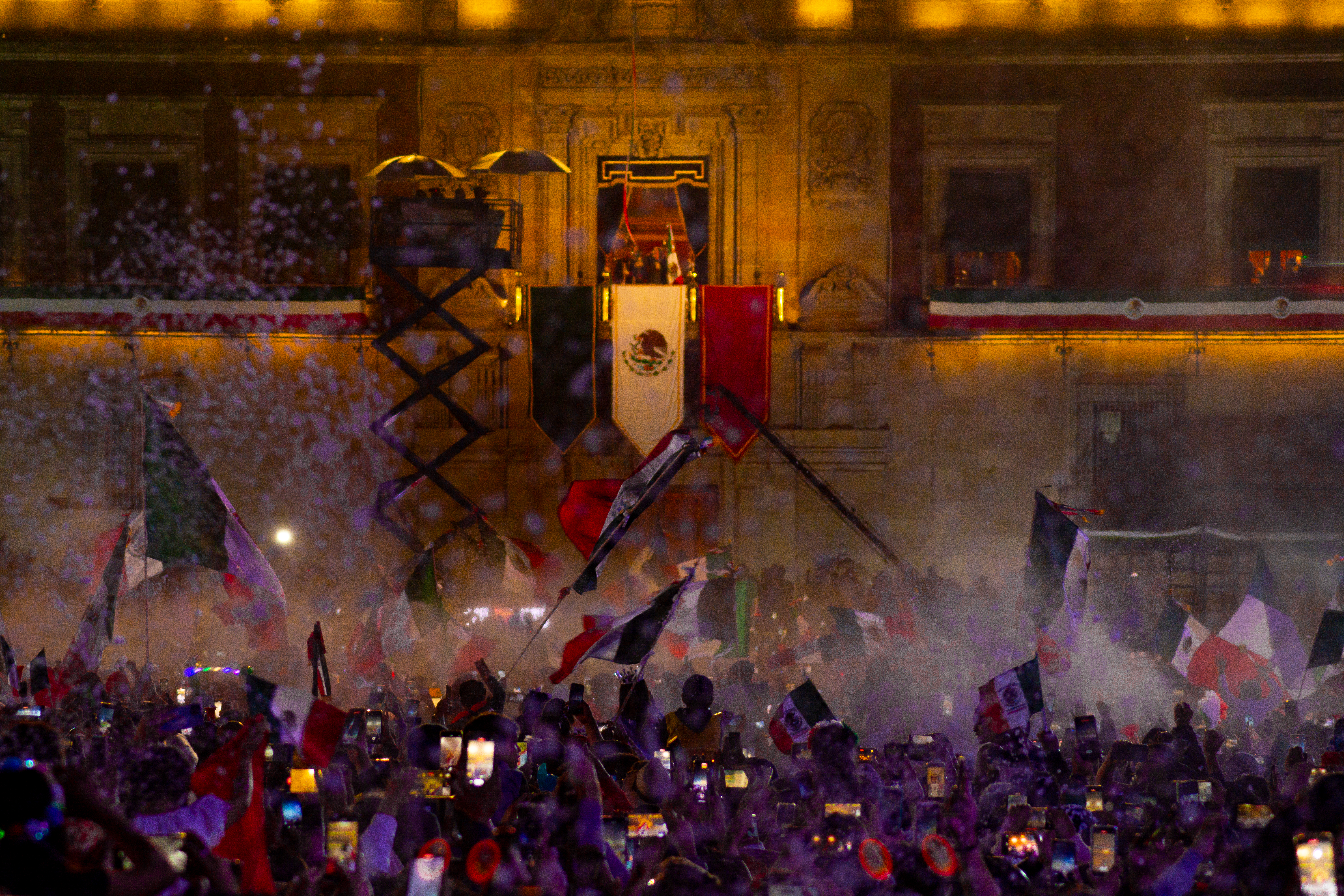
Andrés Manuel López Obrador donant el crit en la balconada principal de Palau Nacional, en la Ciutat de Mèxic la nit del 15 de setembre de 2023.

Tot i que es tracta de la data més important del calendari cívic mexicà, la cerimònia del crit no té protocol oficial. Tot i això, es realitza enmig d'un ambient solemne lligat a les disposicions legals sobre l'ús dels símbols nacionals, basat en una fèrria tradició que s'ha afermat amb el pas de les dècades. Per recordar aquest fet, cada any a les 11 de la nit del 15 de setembre, els titulars del Poder Executiu en els diferents nivells de govern —presidents municipals (o caps delegacionales en el Districte Federal), governadors i el President de la República—, així com els ambaixadors en les representacions a l'estranger, portant una bandera nacional, dirigeixen a la població reunida una arenga, la qual regularment inclou les següents frases:
Mexicans!
Visquin els herois que ens van donar pàtria!
Visqui Hidalgo!
Visqui Morelos!
Visqui Josefa Ortiz de Domínguez!
Visqui Allende!
Visquin Aldama i Matamoros!
Visqui la independència nacional!
Visqui Mèxic! Visqui Mèxic! Visqui Mèxic!
Immediatament l'orador toca una campana i oneja la bandera. Després tots els assistents canten solemnement l'Himne Nacional, per després donar pas a una revetlla popular que pot incloure focs artificials i música folklòrica. Els festejos es completen amb una desfilada militar el matí de l'endemà. Es tracta de la celebració principal del calendari cívic a Mèxic.
L'absència d'una disposició legal deixa marge al fet que qui presideix pugui inserir variants entre les frases "canòniques". La majoria esmenta a altres próceres de la Independència, com Matamoros, Galeana, Mina, Guerrero o Guadalupe Victoria, i fins i tot d'altres èpoques, com Benito Juárez, Francisco Ignacio Madero o Emiliano Zapata. Alguns poden incloure a herois locals; per exemple, Emilio González Márquez, governador de Jalisco, a Guadalajara en 2011 va esmentar a José Antonio L'Amo Torres, Pedro Moreno, Marcos Castellanos i Rita Pérez de Moreno.
És comú que el governant li doni el seu "toc personal" al crit, agregant frases conjunturals, la qual cosa no sempre és ben vist i ha generat controvèrsies. Així, per exemple, Lázaro Cárdenas vitoreó la “revolució social”, Adolfo López Mateos a la Revolució Mexicana, Luis Echeverría als "països del tercer món", i Ernesto Zedillo a "la nostra llibertat, la justícia, la democràcia i la unitat de tots els mexicans”. Qui més va trasgredir l'"ortodòxia" del crit va ser Vicente Fox, qui durant els seus sis anys de govern va agregar i va treure elements, començant per la distinció gramatical entre "mexicanes i mexicans”. El 2001 va llançar vives a “els nostres acords”, sense aclarir a què es referia exactament.
Cal esmentar que, al tenir una gran significació cívica, el crit pot funcionar com a catalitzador de moviments polítics i actes de resistència i oposició. Així, per exemple, Heberto Castillo ho va donar a la Ciutat Universitària en 1968, en plena efervescència del moviment estudiantil; Manuel Clouthier ho va fer a l'Àngel de la Independència en 1988, i Cuauhtémoc Cárdenas en 1994, també a Ciutat Universitària.

### Al palau Nacional

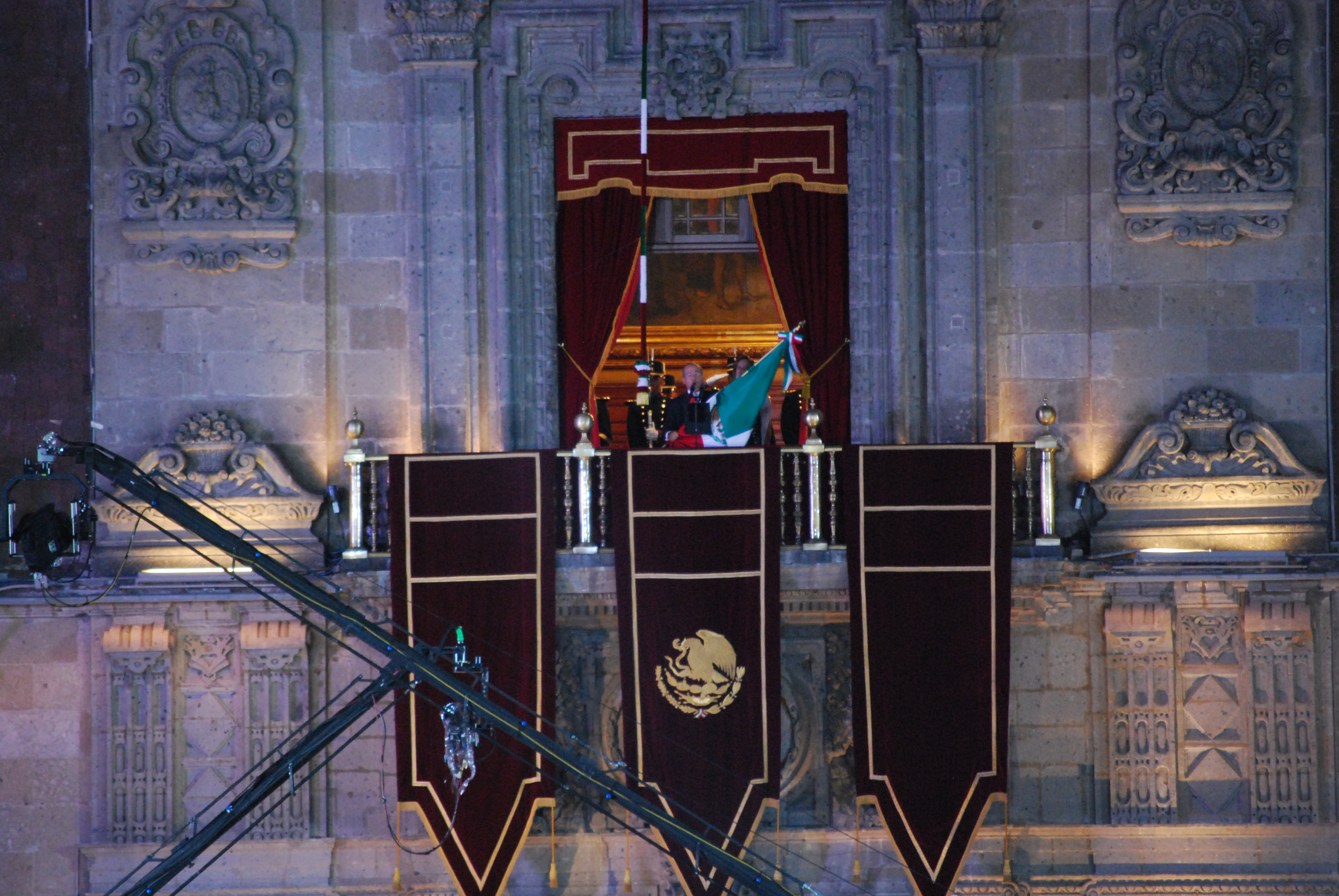
Felipe Calderón Hinojosa donant el Crit en la balconada principal de Palau Nacional, en la Ciutat de Mèxic la nit del 15 de setembre de 2010.

En general, el president de la república segueix el següent cerimonial, amb poques variants: a dalt al pati d'honor del Palau Nacional poc abans de les onze de la nit del 15 de setembre. Després puja pels 53 graons d'una escala amb catifa que el porta fins a la Galeria dels Presidents, per anar directament al despatx presidencial; aquí es col·loca la banda tricolor al pit. Després creua el Saló d'Acords i la biblioteca, per ingressar al Saló Blau, on rep la primera salutació dels convidats especials a la cerimònia. Després creua altres quatre salons: el Verd, el Morat, e Ambaixadors (on es troba el quadre Al·legoria de la Constitució de 1857, pintat per Petronilo Monroy) i el de Recepcions, on una escorta de cadets de l'Heroic Col·legi Militar, de l'Heroica Escola Naval Militar o de l'Escola Militar d'Aviació, li lliura la bandera nacional. Immediatament surt a la balconada central del palau, que dona al Sòcol, on ja ho esperen milers de persones.
Cal esmentar que per a aquesta cerimònia el president toca l' esquilón San José, la campana de la parròquia de Dolores que, segons la tradició, Hidalgo va utilitzar per fer la crida de 1810.
És costum que els presidents de la república donin el crit corresponent al seu cinquè any de govern a Dolores Hidalgo. Tots els mandataris, a partir de Lázaro Cárdenas, van complir amb aquest costum, a excepció de Carlos Salines i Vicente Fox, que ho van fer en el seu sisè any, i Ernesto Zedillo, que va presidir la cerimònia al palau Nacional durant el seu sexenni. L'únic que ha donat el crit en els dos llocs ha estat Felipe Calderón Hinojosa, que en 2010, pels festejos del Bicentenari, va donar el crit la nit del 15 de setembre al zócalo de Ciutat de Mèxic, i durant la matinada del dia 16 es va traslladar a Dolores, on va repetir la cerimònia a les sis del matí.

## Atemptat a Morelia
El 2008, durant el Crit que es va donar a Morelia, Michoacán, es va registrar una sèrie d'atacs amb granades contra la població civil. Mentre el llavors governador, Leonel Godoy Rangel, donava l'arenga des del Palau de Govern, uns desconeguts van tirar gairebé simultàniament dues granades de fragmentació: una a la plaça Melchor Ocampo, i l'altra al carrer Andrés Quintana Rosego, on en aquest moment es trobaven aglomerades prop de 30,000 persones. Les explosions van matar a l'instant tres persones i cinc més van morir per les ferides durant següents hores, i hi van haver 106 ferits. Es va assenyalar com a responsables tres presumptes integrants de l'organització criminal Los Zetas.